# Блінов Владислав Євгенійович
Владисла́в Євге́нійович Бліно́в (нар. 30 березня 1979, м. Харків, Українська РСР — пом. 5 квітня 2015, м. Щастя, Луганська область, Україна) — український військовослужбовець, старший сержант Збройних сил України, учасник російсько-української війни, позивний «Білка».

## Життєпис

Меморіальна дошка у Харкові

3 1985 по 1994 рік навчався в середній школі № 97 міста Харкова. 1998-го закінчив Харківський текстильний технікум.
Протягом 1998—2000 років проходив строкову військову службу в десантних військах, — 45-та аеромобільна бригада, в/ч 1533, м. Болград, Одеська область. По закінченні строкової служби залишився на військовій службі за контрактом, — служив у тій самій частині до 2010 року.

### Російсько-українська війна
У зв'язку з російською збройною агресією проти України призваний за частковою мобілізацією у серпні 2014 року.
Старший сержант, заступник командира взводу 4-ї механізованої роти 2-го механізованого батальйону 92-ї окремої механізованої бригади, в/ч А0501, с. Клугино-Башкирівка, Харківська область.
У середині жовтня 2014 у складі 2-го батальйону бригади відправлений у зону проведення антитерористичної операції, де ніс службу на крайньому блокпосту «Фасад», — на мосту через Сіверський Донець на в'їзді до міста Щастя зі сторони Луганська.
5 квітня 2015 близько 9:30 бойовики окупаційних корпусів з боку піщаного кар'єру (с. Весела Гора) обстріляли з протитанкового керованого комплексу (ПТРК) взводний опорний пункт «Фасад», в околиці міста Щастя. Внаслідок влучення ракети в мінний шлагбаум (міни прив'язані одна до одної, щоб перегородити дорогу) стався вибух з детонацією протитанкових мін ТМ-62. Четверо військовослужбовців, які перебували в автомобілі ВАЗ-2109 поряд із місцем вибуху, загинули. На місці події знайдено елементи ракети від ПТРК 9М133 «Корнет». Майор Олег Ковбаса, старший сержант Владислав Блінов і солдат Сергій Гуров загинули на місці, старший солдат Олексій Федорченко помер від поранень дорогою до лікарні.
7 квітня з полеглими бійцями 92-ї бригади прощались на базі військової частини в с. Клугино-Башкирівка. Похований на кладовищі міста Мерефа Харківського району.
Без Владислава лишилися мати Тетяна Блінова, дружина Катерина Новікова та син Денис 2003 р.н.

## Нагороди та відзнаки
- Орден «За мужність» III ступеня (4 червня 2015, посмертно) — за особисту мужність і високий професіоналізм, виявлені у захисті державного суверенітету та територіальної цілісності України, вірність військовій присязі.[7]
- Недержавна відзнака Орден «Народний Герой України» (23 липня 2015, посмертно) — Наказ № 6.[8]

## Вшанування пам'яті
У Щасті, на опорному пункті «Фасад», бійці 92-ї бригади встановили меморіальну плиту на знак пошани до полеглих побратимів.
20 листопада 2017 на фасаді Харківської ЗОШ № 97 (вул. Гвардійців Широнінців, 5-г) відкрито меморіальну дошку на честь випускника школи Владислава Блінова.